# بوشيني عصوي
بوشيني عصوي (الاسم العلمي: Puccinia virgata) هو نوع من الفطريات يتبع جنس البوشيني من فصيلة البوشينية.